# مروان كيالي
مروان إبراهيم الكيالي (ولد في بيروت عام 1951 وقتل في ليماسول عام 1988)، سياسي وقائد عسكري فلسطينيمن حركة فتح، كان نائب قائد كتيبة الجرمق ومساعدًا لخليل الوزير في تنظيم القطاع الغربي.

## نشأته وتعليمه
ولد في بيروت عام 1951م من أب لاجئ من يافا وأم لبنانية. درس الحقوق في الجامعة اللبنانية.

## نشاطه السياسي والعسكري
التحق بصفوف حركة فتح عام 1971، وتلقى عدة دورات عسكرية وشارك في معارك الدفاع عن المخيمات عندما كان مسؤول التنظيم الطلابي لحركة فتح في الجامعة، ولعب دوراً بارزاً في تشكيل وتوحيد القوى الوطنية والإسلامية خلال احتلال إسرائيل للجنوب اللبناني عام 1978، وأشرف على تنفيذ عمليات عسكرية في فلسطين.
كان مروان كيالي نائباً لقائد السرية الطلابية عندما كان عمره قد بلغ الخامسة والعشرين وبعدها عين نائباً لقائد الكتيبة الطلابية (كتيبة الجرمق) ذات التوجهات اليسارية داخل حركة فتح. شارك في الدفاع عن المخيمات بعد الغزو الإسرائيلي عام 1982، وكان عضوا في كل من لجنة قيادة لبنان والمجلس العسكري الأعلى لحركة فتح.
في الثمانينات ركز على النشاط العسكري في الأراضي المحتلة، ونظم في العام 1983 بالاشتراك مع باسم سلطان التميمي (حمدي) ومحمد بحيص (أبو حسن) ما عرف بسرايا الجهاد الإسلامي، التي كانت إطارا إسلاميا مقاتلا مفتوحا، شاركت فيه شخصيات وجماعات إسلامية تحول بعضها لاحقا إلى حركتي حماس والجهاد الإسلامي، حيث قدم مروان ومساعدوه التدريب والتسليح وبناء الكادر والتخطيط إلى هذا الإطار الذي التي نفّذت سلسلة عمليات عسكرية في الأرض المحتلة؛ وفي تحقيق نشرته «واشنطن بوست» حينها، جاء ان «وبحسب مصدر في منظمة التحرير كان كيالي جزءا من عمل معقد لتزويد الفلسطينيين في لبنان بكل شيء من الخبز حتى الرصاص».

## إغتياله
اغتالته الاستخبارات الإسرائيلية في ليماسول في 14 شباط 1988 بعبوة ناسفة انفجرت في سيارة كان يستقلها مع محمد بحيص وباسم سلطان (حمدي) اللذان استقبلهما كيالي في قبرص أدت إلى قتل الثلاثة على الفور، وذلك قبل 24 ساعة من تفجير «سفينة العودة» التي جهّزتها منظمة التحرير في تظاهرة سياسية وإعلامية حاولت فيها إعادة مائة مبعد عن الأرض المحتلة بسفينة تتحرك من ليماسول إلى حيفا، يرافقهم عشرات السياسيين والإعلاميين. نقلت الجثمانين إلى لبنان ودفنت في مقبرة الشهداء في بيروت.